# Eric Clapton
Eric Patrick Clapton (Ripley (Surrey), 30 maart 1945) is een Britse gitarist, componist en zanger van blues-, rock- en popmuziek.

## Levensloop

### Jeugdjaren
Clapton werd geboren als zoon van de zestienjarige Patricia Molly Clapton en de 25-jarige Canadese militair Edward Walter Fryer, die in Engeland was gelegerd. Fryer keerde nog voor Claptons geboorte terug naar zijn echtgenote in Canada. Omdat zijn moeder nog erg jong was, werd Clapton opgevoed door zijn grootmoeder Rose en haar echtgenoot Jack Clapp, die de stiefvader was van Claptons moeder. Onterecht wordt soms gesteld dat Eric de achternaam Clapp heeft, van zijn grootvader. Eric kreeg bij zijn geboorte de achternaam van zijn moeder, Clapton. Hem werd aanvankelijk verteld dat zijn moeder zijn zus was. Zijn moeder trouwde met de Canadese militair Frank McDonald en volgde haar echtgenoot naar West-Duitsland en later naar Canada.
Ricky, zoals Clapton door zijn grootouders genoemd werd, was een stil kind met kunstzinnige aanleg en een goed verstand. Op negenjarige leeftijd ontdekte hij de waarheid omtrent zijn afstamming. Hij trok zich nog meer terug in zichzelf en begon zijn schoolwerk te verwaarlozen. 
Toen Clapton eind jaren 50 met de opkomende rock-'n-roll in aanraking kwam, was hij meteen enthousiast. Voor zijn dertiende verjaardag vroeg en kreeg hij een gitaar. Hij ging op zoek naar de oorsprong van de rock-'n-roll en kwam bij de blues terecht. Op zijn 16e liet hij zich inschrijven bij het Kingston College of Art, maar al na een jaar werd hij weggestuurd.
Eenmaal van school begon hij te werken in de bouwsector, samen met zijn grootvader. Zijn allereerste muzikale invloeden waren Big Bill Broonzy en Robert Johnson, wiens muziek weleens werd gedraaid tijdens kinderradioprogramma's. Later leerde hij de muziek van B.B. King en andere elektrische gitaristen kennen. Zijn eerste elektrische gitaar kochten zijn grootouders op afbetaling. Deze is zichtbaar op foto's van The Roosters. Clapton ruilde hem al in voor een Fender Telecaster voordat de afbetaling voldaan was.

### Slowhand
Begin 1963 speelde hij mee in de bluesband The Roosters. Na de opheffing van deze band speelde hij een maand in de groep Casey Jones and The Engineers. In oktober werd hij opgenomen in The Yardbirds, waarvan hij 18 maanden lid zou blijven. Deze band was een kweekvijver van goede gitaristen; na Clapton kwamen nog Jimmy Page en Jeff Beck. De groep verwierf faam door zijn bluesgetinte rock. Clapton verwierf de bijnaam Slowhand. Deze bijnaam kreeg hij omdat hij door zijn stijl van spelen regelmatig snaren brak (en soms gewoon bleef doorspelen) en deze dan ter plekke verving, terwijl het publiek hem begeleidde met traag handgeklap.
De beide platen die hij met de Yardbirds uitbracht hadden veel succes. Desondanks verliet hij de Yardbirds in 1965, omdat hij vond dat de groep te veel op de commerciële poptoer ging.
Van april 1965 tot midden 1966 maakte hij deel uit van John Mayall's Bluesbreakers. In deze periode kwam zijn talent definitief tot ontplooiing. Hoogtepunt was de lp Bluesbreakers With Eric Clapton, inmiddels een echte klassieker.
Midden 1966 richtte hij samen met bassist Jack Bruce en drummer Ginger Baker het powertrio Cream op. Met deze groep vestigde hij zijn reputatie als een van de invloedrijkste van de rockgitaristen. Door het uitbrengen van drie opeenvolgende sterke lp's en door energieke en uitgebreide tournees, verwierf Cream een internationale reputatie, die amper onderdeed voor die van The Beatles en The Rolling Stones. De optredens van de band kenmerkten zich door veel improvisatie, waarbij alle drie de bandleden hun muzikale talenten ten volle konden uiten. De karakters van de drie leden waren echter zo sterk dat ze voortdurend met elkaar botsten, waardoor de band geen lang leven beschoren was. Hoewel de band slechts twee jaar bestond, wordt hij toch beschouwd als een van de voornaamste van die periode, zo niet van de popgeschiedenis.
Toen in 1968 het album Music from Big Pink van The Band verscheen, was Clapton zo onder de indruk van het onopgesmukte, ambachtelijke muziek maken van deze Canadees-Amerikaanse groep, dat hij besloot muzikaal een andere richting in te slaan. Begin 1969 richtte Clapton met Steve Winwood, Rick Grech en Ginger Baker een supergroep op: Blind Faith. Na slechts één lp en één Amerikaanse tournee viel ook deze band uit elkaar.

### De jaren 70

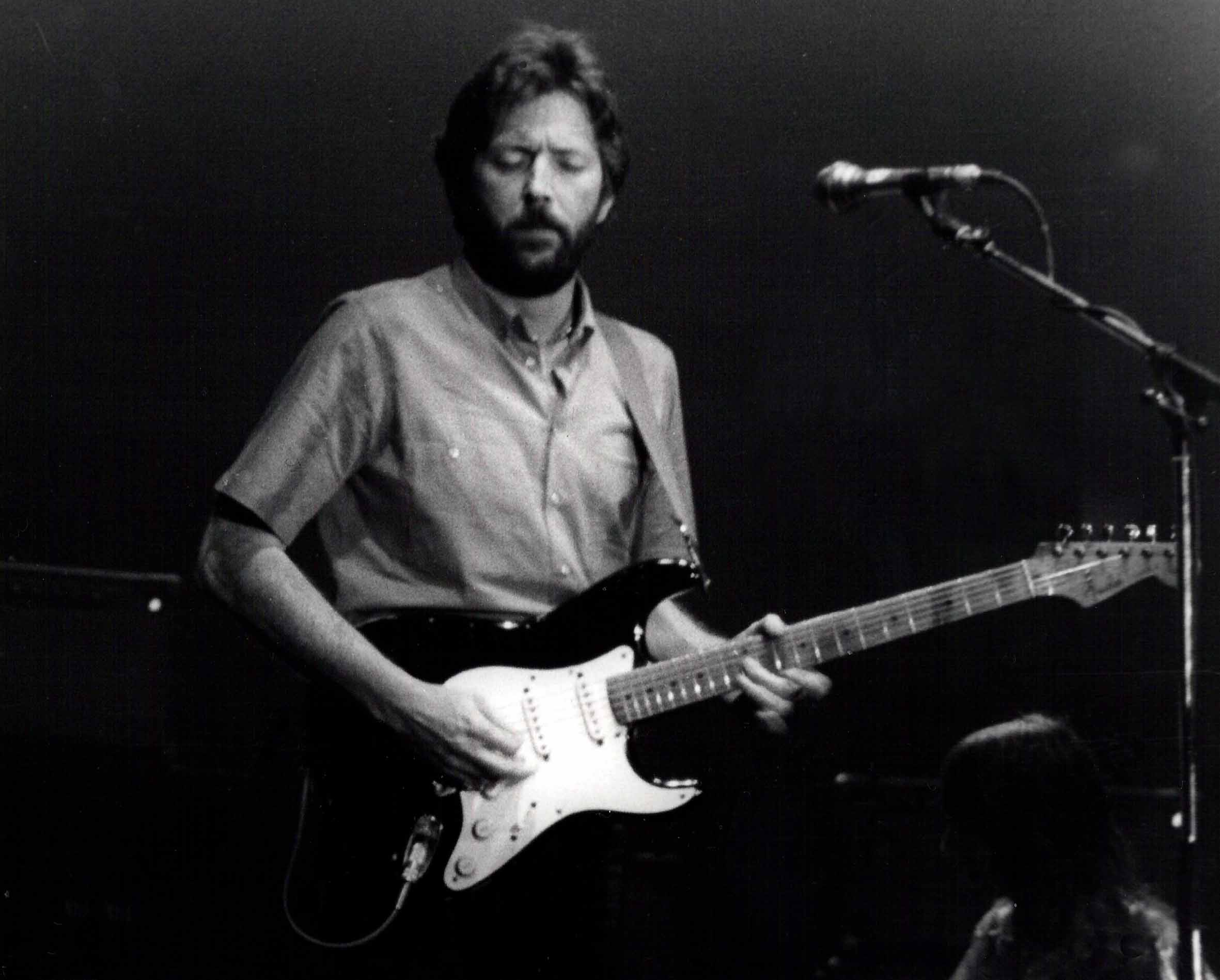
Eric Clapton, 1974

Een tijd lang trad Clapton samen met George Harrison op als gastmuzikant bij Delaney & Bonnie (ontstaan uit het live muziekalbum Mad Dogs and Englishmen van Joe Cocker en Leon Russell), die het voorprogramma van de tournee van Blind Faith hebben verzorgd. In de zomer van 1970 leidde dit tot de oprichting van Derek and the Dominos, aanvankelijk met Dave Mason. Zoals later ook vaak het geval was nam hij de beste musici mee. Ook deze band hield het niet lang uit: na één lp en een Amerikaanse tournee was het opnieuw gedaan. Dit leverde echter wel de klassieke dubbel-lp Layla and Other Assorted Love Songs en de dubbele live-lp In Concert op. Layla wordt nog steeds gezien als een van de hoogtepunten in de populaire muziek, mede door het feit dat hierin duidelijk de pijn van Clapton is te voelen die hij heeft vanwege de onbeantwoorde liefde voor Pattie Boyd, de vrouw van zijn vriend George Harrison. Door de combinatie daarvan met getalenteerde en gedreven muzikanten ontstond een echte klassieker. Onder andere de inbreng van gitarist Duane Allman bracht het geheel op een hoog niveau.

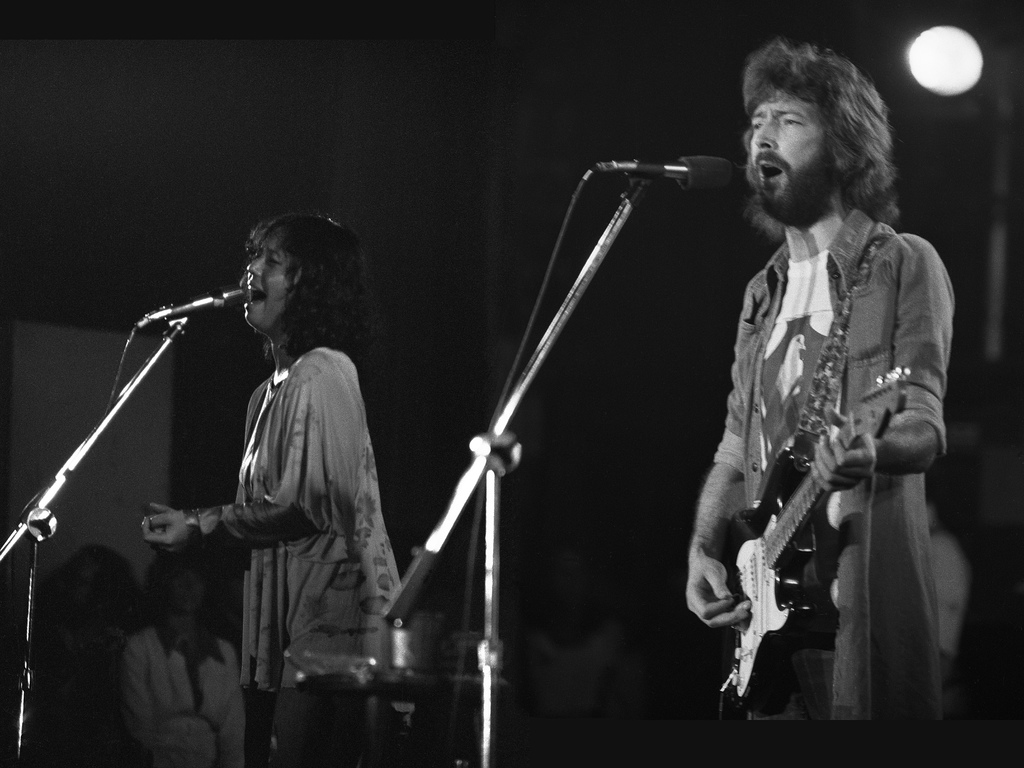
Yvonne Elliman en Eric Clapton, 1975

Ondanks zijn professionele successen ging het Clapton in deze periode privé niet voor de wind. De druk van zijn carrière, zijn (voorlopig) onbeantwoorde gevoelens voor Pattie Boyd en zijn verslaving aan heroïne maakten dat hij van de scene verdween. 
Na een onderbreking van drie jaar wist hij met de hulp van Pete Townshend (The Who) van zijn drugsverslaving af te komen. Hij kreeg een rol in de verfilming van Townshends rockopera Tommy en begon weer platen op te nemen. Zijn stijl onderging echter een verandering. De nadruk lag meer op de songs en minder op de individuele kwaliteiten van de muzikant. Dit werd hem door veel van zijn vroegere fans en sommige critici niet in dank afgenomen. Een belangrijke oorzaak is dat Clapton door een aantal bandleden uit het Amerikaanse Tulsa in aanraking kwam met muziek van J.J. Cale, die vanaf dat moment een enorme invloed zou hebben op de sound en het repertoire van Clapton. Clapton werd geraakt door de ingetogenheid van Cale en zijn composities.
Op het concert in augustus 1976 in Birmingham schrokken veel fans van Claptons verbale steunbetuiging aan de politicus Enoch Powell. Aan het einde van de jaren 70 kreeg hij vervolgens opnieuw te maken met een verslaving, ditmaal aan alcohol, waardoor hij in 1981 zelfs in het ziekenhuis belandde met een maagzweer 'zo groot als een mandarijn'. Ondertussen trouwde  hij in 1978 met Pattie Boyd, die inmiddels van Harrison was gescheiden.

### De jaren 80
Gedurende de jaren 80 bleef hij met groot succes albums uitbrengen, alhoewel hij nooit meer de immense populariteit bereikte van de jaren 60 en 70. In 1985 trad hij op tijdens Live Aid, in Philadelphia. Zijn optreden vormde een van de hoogtepunten van het Amerikaanse gedeelte van Live Aid. 
In 1988 speelde hij mee met Dire Straits tijdens het Nelson Mandela 70th Birthday Tribute Concert. Tevens liet Clapton zich in de jaren 80, samen met vele andere artiesten, vaak zien tijdens concerten voor The Prince's Trust, een stichting van de Britse koning en toenmalige prins Charles. 
In 1987 werd hij lid van de Anonieme Alcoholisten, en sindsdien lijkt zijn alcoholverslaving onder controle. Tijdens de opnamen van het album Behind the sun in 1985 leerde hij Yvonne Khan Kelly kennen, met wie hij een verhouding én een kind kreeg: zijn oudste dochter Ruth (1985). Clapton verliet Pattie Boyd, en in 1988 scheidden zij. De verhouding met Kelly duurde echter niet lang, en Clapton had een losse relatie met Italiaans model Lory Del Santo. Uit deze verhouding werd in 1986 een zoon, Conor, geboren.

### De jaren 90

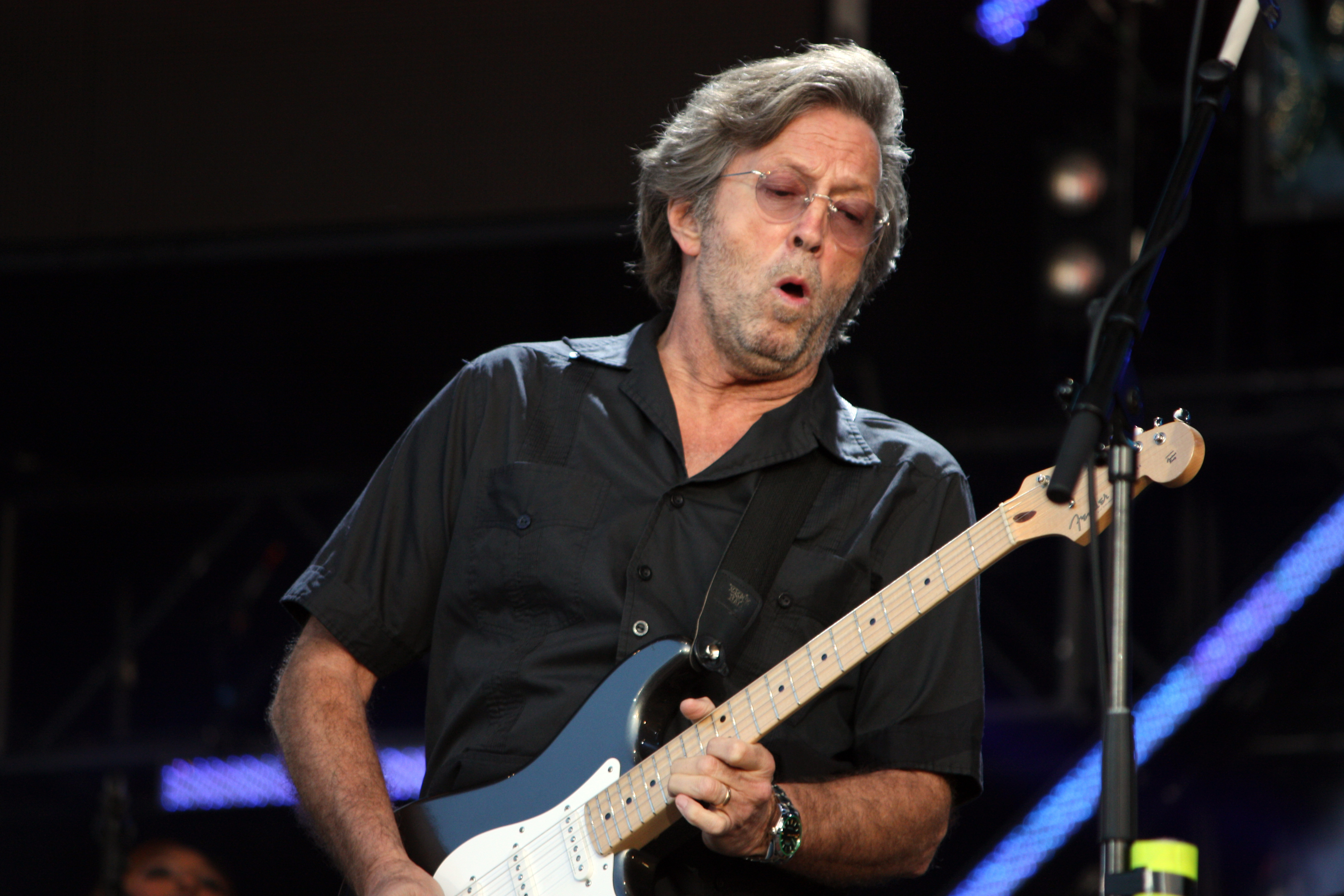
Eric Clapton, 2008

Begin jaren 90 beleefde Eric Clapton weer een aantal persoonlijke drama's. Bij een helikopterongeval in augustus 1990 kwamen een goede vriend en een aantal crewmembers om het leven: gitarist Stevie Ray Vaughan, zijn Amerikaanse manager Bobby Brooks, assistent-tourmanager Colin Smythe en bodyguard Nigel Browne. Clapton zelf zat in een andere helikopter omdat hij met Vaughan van plaats gewisseld had om nog een optreden van een andere artiest op die avond te zien. Vaughan en Clapton hadden opgetreden in East Troy in Wisconsin, VS.
Op 20 maart 1991 viel zijn vierjarige zoontje Conor uit een raam op de 53ste verdieping van een wolkenkrabber, waar hij samen met zijn moeder woonde, in Manhattan, New York. Conor overleefde dit niet. Clapton drukte het verdriet dat hij hierover had uit in het nummer Tears in Heaven, geschreven door  Will Jennings en Clapton, waarmee hij in 1992 een Grammy Award won.
Met de verschijning van het album From the Cradle in 1994 boorde Clapton weer zijn oude bronnen aan. De traditionele blues ging weer een prominente rol spelen in zijn muziek, getuige Blues (1999), en Riding with the King (2000).
In 1997 richtte hij op het eiland Antigua het Crossroads Centre op, een internationaal afkickcentrum voor alcohol-, drugs- en andere verslavingen.

### 2000 - nu

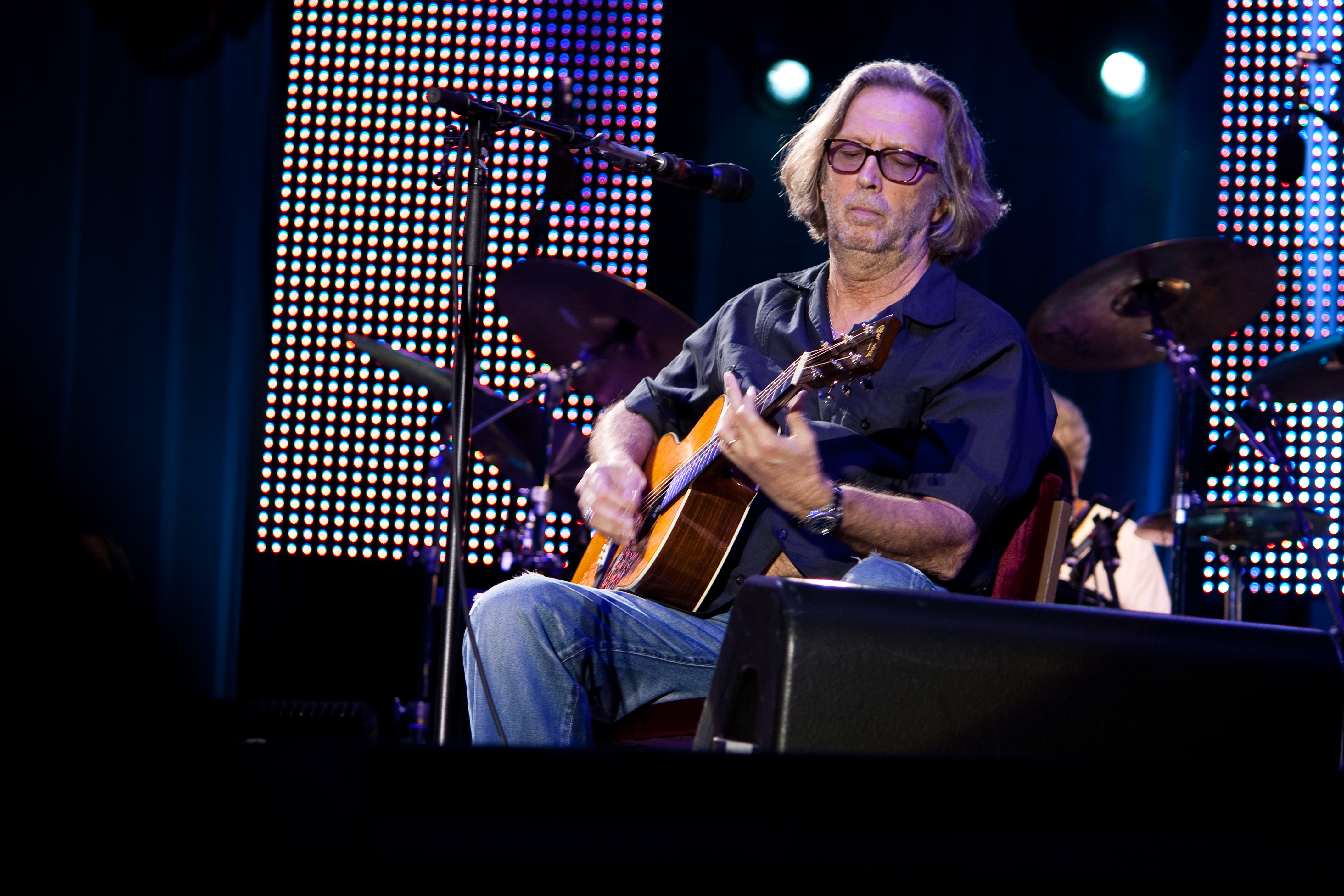
Eric Clapton, 2010

In januari 2002 trouwde hij met Melia McEnery in dezelfde kerk waar hij elf jaar eerder afscheid had genomen van zijn zoon. Het echtpaar kreeg drie dochters.
Eind november 2002 had Clapton een hoofdrol bij de organisatie van het 'Concert For George' in de Royal Albert Hall in Londen. Het concert was ter ere en herdenking van de in november 2001 overleden George Harrison. Clapton bracht vele muzikale vrienden van Harrison bijeen, zoals Paul McCartney, Ringo Starr,  Tom Petty, Jeff Lynne, Ravi Shankar, Billy Preston, Jim Keltner, Klaus Voormann, Harrisons zoon Dhani, de leden van Monty Python en vele anderen.
In 2004 verleende Clapton zijn medewerking aan de nieuwe cd van zijn oude vriend Rod Stewart, genaamd Stardust.
In 2005 kwam Eric Clapton met nieuw werk naar buiten op het album Back Home. In hetzelfde jaar bracht Clapton samen met Jack Bruce en Ginger Baker Cream weer bijeen voor een reeks optredens in de Royal Albert Hall en in Madison Square Garden. Begin 2006 begon Clapton met een wereldtournee. Op 3 november 2006 kwam een duetalbum van Eric Clapton en J.J. Cale uit, genaamd The Road to Escondido, met medewerking van o.a. Billy Preston, Doyle Bramhall II, Albert Lee, Nathan East, Derek Trucks en de vertrouwde band van J.J. Cale. 
Op 28 juli 2007 werd voor de tweede keer het Crossroads Guitar Festival gehouden in Chicago voor Claptons Crossroads Antigua Foundation. Vele artiesten verleenden belangeloos hun medewerking, zoals Eric Clapton (organisator), B.B. King, John Mayall, Albert Lee, Jeff Beck, Sheryl Crow en Buddy Guy. In september 2007 kwam het album Complete Clapton uit, met 36 hits uit zijn gehele carrière van 1968 tot 2006, plus een boek over zijn leven, onder dezelfde titel.
Op de dvd van Jeff Beck Performing this week...live at Ronnie Scott's uit 2008 (vijf concerten op rij in november 2007) speelt Clapton in de toegift Little Brown Bird van Muddy Waters en You Need Love van Willie Dixon, in de Engelse jazzclub van Ronnie Scott in Soho (Londen).
In 2016 dook Eric Clapton weer de studio in om z'n nieuwe album I Still Do op te nemen. Ook speelt hij mee op twee nummers van het eveneens in 2016 verschenen album Blue & Lonesome van The Rolling Stones. Vlak na het uitbrengen van I Still Do maakte Clapton bekend aan een afwijking in het zenuwstelsel te lijden. Hierdoor werd gitaar spelen lastiger en soms pijnlijk voor hem. Clapton gaf aan te lijden aan schokjes van het bovenbeen naar de voeten.
In 2021 kwam Clapton vooral in het nieuws omdat hij boos was over de coronamaatregelen die het optreden onmogelijk maakten. Ook nam hij de stelling in dat hij niet zou optreden op plaatsen waar alleen gevaccineerden naar binnen mogen. Samen met Van Morrison nam hij een protestsong op. Ook was hij twee keer enkele weken ziek geweest van het AstraZeneca-vaccin en bang geweest nooit meer gitaar te kunnen spelen.
Op 22 mei 2024, schaarde Clapton zich in een interview met David Spuria openlijk achter de antisemitische samenzweringstheorie dat Israël de wereld bestuurt. 

## Gitaren

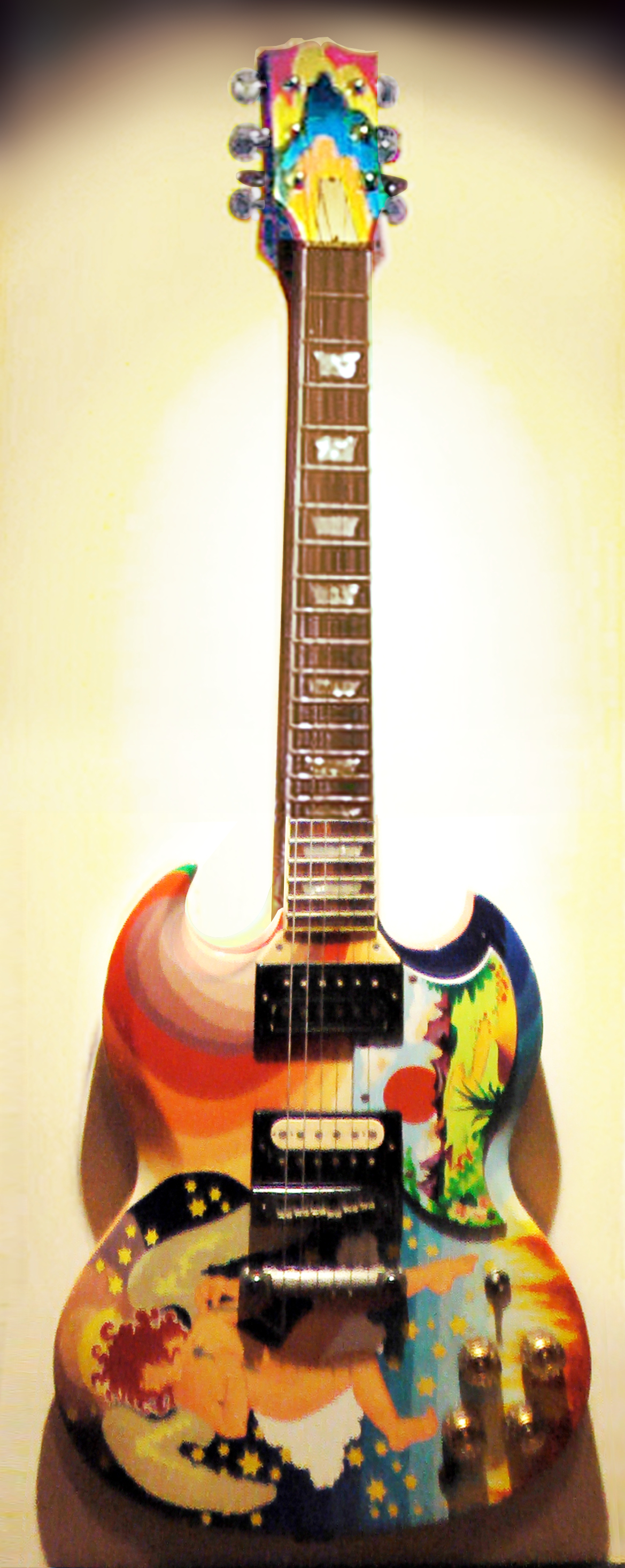
"The Fool" Gibson SG

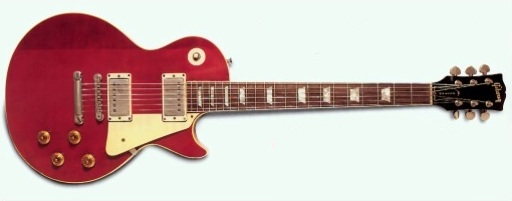

Een aantal van de gitaren die Clapton in zijn carrière bespeelde wordt vaak als rock-iconen omschreven. 
Beano Burst
Door het geluid van zijn Gibson Les Paul Sunburst uit 1959 of 1960 die hij bij John Mayall’s Blues Breakers gebruikte werd de in 1961 uit productie genomen Les Paul vrij plotseling een populair instrument. Clapton kocht deze gitaar die later de bijnaam Beano Burst kreeg in 1965 nadat hij Andy Summers in een club op een pas gekochte Les Paul had zien spelen en die hem erop wees dat de winkel er nog een te koop had. Hij verwijderde de elementkapjes van de PAF-humbuckers voor een krachtiger en opener klank. In 1966 werd het instrument gestolen en is sindsdien vermist hoewel Joe Bonamassa in 2016 beweerde hem in een privéverzameling van een niet bij naam genoemd persoon te hebben gezien. Het serienummer is niet bekend en er zijn geen gedetailleerde foto’s van het instrument bekend waarmee het moeilijk valt aan te tonen of het de gitaar is, mocht deze opduiken. Clapton heeft naar eigen zeggen nooit meer zo’n goede Les Paul bespeelt. Mede daardoor besloot hij geen Les Paul meer als hoofdgitaar te nemen.
The Fool
Bij Cream speelde hij op meerdere gitaren. De door kunstcollectief The Fool beschilderde Gibson SG werd de beroemdste. Deze gitaar is later eigendom van onder meer George Harrison, Jackie Lomax en Todd Rundgren geweest. Rundgren verkocht hem in 2000 voor 150.000 dollar aan Eric Claptons Crossroad Center die hem vervolgens voor 500.000 dollar aan een verzamelaar verkocht. Het instrument, dat nog altijd in een goede staat verkeert, wordt zo nu en dan tentoongesteld.
Lucy
Lucy is een kersenrode Les Paul uit 1957 die eerder eigendom was geweest van John Sebastian en Rick Derringer. Die laatste heeft de originele goudkleurige laklaag van de top in 1966 in de fabriek van Gibson door transparant kersenrood, een kleur die normaliter voor Gibson SG’s wordt gebruikt laten vervangen. Omdat Derringer de kleur niet mooi vond verkocht hij hem aan een muziekwinkel in New York waar Clapton hem twee dagen later kocht. Clapton gebruikte hem echter nauwelijks en gaf hem in 1968 aan George Harrison die de gitaar Lucy noemde. Clapton kreeg de gitaar terug van Harrison nadat hij later dat jaar de gitaarsolo van While My Guitar Gently Weeps ermee had ingespeeld. Harrison heeft de gitaar daarna van Clapton in bruikleen gehad.  Het instrument is ook te horen op Ain’t That Cute van Doris Troy. George Harrison produceerde die opname, maar Peter Frampton speelde de leadpartij op Lucy. Clapton bespeelde het instrument tijdens het tweede Rainbow Concert, zijn comebackshow na zijn heroïneverslaving. De gitaar werd datzelfde jaar, in 1973, uit Harrisons huis ontvreemd. Door tussenkomst van een bevriende verzamelaar kon Harrison de gitaar opsporen en terugkrijgen van de heler, die in Mexico verbleef, in ruil voor enkele andere instrumenten.
Brownie en Blackie
Brownie is een Stratocaster die Clapton uit onderdelen van verschillende Fender Stratocasters had samengesteld. De hals van Brownie had hij ten tijde van Blind Faith op een Fender Customshop Telecaster geschroefd die toen zijn hoofdgitaar was. Brownie was Claptons hoofdgitaar bij Derek and the Dominoes. In die periode stelde hij nog een Stratocaster samen die Blackie wordt genoemd. Het podiumdebuut van deze gitaar was tijdens het eerste Rainbowconcert. Dit instrument werd voor de rest van de jaren 1970 en eerste helft van de jaren 1980 Claptons hoofdgitaar. Brownie was toen zijn back-up instrument.  Op 24 juni 1999 werd Brownie geveild voor een bedrag van 497.500 Amerikaanse dollar, op dat moment het hoogste bedrag dat ooit voor een gitaar was neergelegd. Dat record zou slechts enkele jaren blijven staan. Op 24 juni 2004 werd  Blackie voor 959.500 Amerikaanse dollar geveild. Dat was op dat moment al geen recordbedrag meer. In 2021 staat Blackie positie 9 in de top van duurste gitaren ooit.  In deze periode bezat Clapton nog een derde Stratocaster, een zeldzaam hardtail-model uit 1954. Deze gebruikte hij vooral slidespel. In 2020 kwam dat instrument in het nieuws omdat de huidige eigenaar hem ter veiling aanbood met een startbedrag van één miljoen dollar. Dat bleek niemand er voor over te hebben en de gitaar werd niet verkocht.
Fender Eric Clapton Signature Stratocaster
Midden jaren 1980 ontwikkelde Fender met Clapton de eerste signatuurgitaar van Fender. Hij gebruikte twee prototypes hiervan vanaf 1986 en in 1988 kwam de Clapton Strat op de markt. Deze Stratocasters waren uitgevoerd met een esdoornhals met een licht V-profiel, Gold Lace Sensors als elementen en een actief mid-boost-systeem waarmee hij zijn versterker in de oversturing duwt. Clapton wilde aanvankelijk een hals die sterk op die van Blackie leek. De ontwerpers van Fender maakten ook een prototype met een toen nieuw type halsprofiel dat een variant op een oud V-profiel was. Deze hals beviel Clapton uiteindelijk beter en werd uiteindelijk gekozen.  In 2001 verving Fender de Lace Sensors op de Claptonstrat door hun eigen Noissless-elementen. Ook gitaristen als Pete Townshend en The Edge zijn regelmatig met een Claptonstrat op het podium gezien. De Claptonstrat was ook het uitgangspunt bij het ontwerpen van signatuurmodellen voor Buddy Guy en Pete Townshend. Voor verschillende tournees liet Clapton een Claptonstrat beschilderen die dan naderhand werd geveild.
Andere gitaren
Door de jaren heen heeft Clapton een flink aantal andere gitaren bespeeld. Zo was hij tijdens het afscheidsconcert van Cream te zien met een Gibson Firebird. Midden jaren 1970 speelde Clapton soms op een korina Gibson Explorer waarvan de achterste punt door een eerdere eigenaar was ingekort. Ook was hij te zien en horen met onder meer zijn Gibson ES-335, een Gibson Super 400-CES, een Gibson L5 en een Gibson ES-225. Tijdens het MTV Unplugged-concert speelde hij op Martin 000- en OM-stijl-gitaren, maar ook op een nylonsnarige gitaar en een resonatorgitaar.
Ook heeft fabrikant Martin een akoestische Eric Clapton-signatuurgitaar, de 00028EC uitgebracht.
Sinds 1999 heeft Clapton zijn beroemdste instrumenten geveild om geld op te halen voor de door hem opgerichte afkickkliniek Crossroads Centre op Antigua. De customshops van Fender en Gibson zouden in de jaren 2010 een aantal zo exact mogelijk nagemaakte kopieën maken van Claptons Brownie, Blackie, de Custom Telecaster en Lucy inclusief de gebruiksschade.

### Versterkers
Clapton was een van de eerste gitaristen die bewust overstuurde versterkers gebruikten. Dit deed hij bij John Mayall's Bluesbreakers voor het eerst met een Marshall 1962; een ongeveer 30 watt combo-uitvoering van de Marshall JTM-45 die met twee Celestion Greenback-luidsprekers was uitgevoerd. De versterker was ontworpen naar specificaties van Clapton; hij wilde een JTM-45 die in de kofferbak van zijn auto paste. Ten tijde van Cream speelde Clapton op Marshall JTM100-stacks (ook bekend als 1959 of Super 100) die ook door andere rockgitaristen als Jimi Hendrix en Pete Townshend in die tijd werden gebruikt. 
Een probleem dat Clapton ervoer met Marshall-versterkers was dat ze allemaal net anders klonken. Ten tijde van Blind Faith ontdekte Clapton dat de Tweed Fender Twins van rond 1957 hem aanstonden en vrijwel allemaal hetzelfde klonken. Deze heeft hij gedurende zijn verdere carrière veel maar niet altijd gebruikt. Midden jaren 1970 was hij te zien met Musicman-versterkers op het podium. Ook gebruikt hij meerdere versterkers van de hand van Alexander Dumble.
Fender bracht in 2011 een serie signature tweed-versterkers naar Claptons specificaties op de markt. Het zijn versies van de Champ (EC Vibro-Champ), de Deluxe (EC Tremolux) en de Twin (EC Twinolux).

## Discografie

### Albums
- 1963 Sonny Boy Williamson and The Yardbirds (The Yardbirds)
- 1965 Five Live Yardbirds (The Yardbirds)
- 1966 Bluesbreakers with Eric Clapton (John Mayalls Bluesbreakers)
- 1966 Fresh Cream (Cream)
- 1967 Raw Blues (John Mayalls Bluesbreakers)
- 1967 Disraeli Gears (Cream)
- 1968 Wheels of Fire (Cream)
- 1969 Goodbye (Cream)
- 1969 Best of Cream (Cream)
- 1969 Blind Faith (Blind Faith)
- 1970 Live Cream (Cream)
- 1970 Eric Clapton
- 1970 Layla and Other Assorted Love Songs (Derek and the Dominos)
- 1972 Live Cream Volume II (Cream)
- 1973 Live at the Fillmore (Derek and the Dominos)
- 1973 Eric Clapton's Rainbow Concert (live)
- 1974 461 Ocean Boulevard
- 1975 There's one in every crowd
- 1975 E.C. was here
- 1976 No reason to cry
- 1977 Slowhand
- 1978 Backless
- 1980 Just one night (live)
- 1981 Another ticket
- 1982 Time pieces: best of Eric Clapton
- 1983 Money and cigarettes
- 1983 Time Pieces Volume 2 - Live In The 70's
- 1984 Too much monkey business
- 1985 Behind the sun
- 1985 Edge of Darkness (Soundtrack)
- 1986 August
- 1987 Lethal Weapon (Soundtrack)
- 1988 Crossroads (box)
- 1988 Lethal Weapon II (Soundtrack)
- 1988 Homeboy (Soundtrack)
- 1989 Journeyman
- 1990 The Layla sessions (Derek and the Dominos)
- 1991 24 nights (live)
- 1992 Rush (Soundtrack)
- 1992 Lethal Weapon III (Soundtrack)
- 1992 Unplugged (live)
- 1994 From the cradle
- 1995 The cream of Clapton (live)
- 1996 Crossroads 2: Live in the seventies (live)
- 1997 Retail Therapy
- 1998 Pilgrim
- 1999 Blues
- 1999 Cronicles
- 1999 The Story of us (Soundtrack)
- 2000 Riding with the King
- 2001 Reptile
- 2002 One more car, one more rider (live)
- 2002 Concert for George (live)
- 2003 Me & Mr Johnson
- 2004 Sessions for Robert J
- 2005 Back Home
- 2006 The Road to Escondido
- 2010 Clapton
- 2011 Play the Blues
- 2013 Old Sock[5]
- 2014 The Breeze
- 2016 I still do
- 2016 Crossroads revisited
- 2018 Happy Xmas
- 2021 The Lady In the Balcony
- 2022 Nothing but the blues
- 2023 Always on my mind (Eric Clapton en Bradley Walker)
- 2024 Meanwhile

### Singles
- 1964 I wish you would / A certain Girl (The Yardbirds)
- 1964 Good Morning little Schoolgirl / I ain't got you (The Yardbirds)
- 1965 For your Love / Got to Hurry (The Yardbirds)
- 1965 I'm your Witchdoctor / Telephone Blues (Bluesbreakers)
- 1966 Lonely Years / Bernard Jenkins (Bluesbreakers)
- 1966 Parchman Farm / Key to Love (Bluesbreakers)
- 1966 Wrapping Paper / Cat's Squirrel (Cream)
- 1966 I feel free / N.S.U. (Cream)
- 1967 Strange Brew / Tales of brave Ulysses (Cream)
- 1968 Anyone for Tennis / Pressed Rat and Warthog (Cream)
- 1968 Sunshine of Your Love / SWLABR (Cream)
- 1969 White Room / Those were the Days (Cream)
- 1969 Badge / What A Bringdown (Cream)
- 1970 After Midnight / Easy now
- 1972 Layla / Bell Bottom Blues
- 1973 Why does Love got to be so sad / Presence of the Lord
- 1974 I shot the Sheriff / Give Me Strength
- 1974 Willie and the Hand Jive / Mainline Florida
- 1975 Swing low sweet Chariot / Pretty blue Eyes
- 1975 Knocking' on Heavens Door / Someone like you
- 1976 Hello old Friend / All our past Times
- 1977 Carnival / Hungry
- 1977 Lay down Sally / Cocaine
- 1978 Wonderful Tonight / Peaches and Diesel
- 1978 Promises / Watch out for Lucy
- 1979 If I don't be there by Morning / Tulsa Time
- 1981 I can't stand It / Black Rose
- 1981 Another Ticket / Rita Mae
- 1983 I've got a rock-'n-roll Heart / Man In Love / Everybody oughta make a Change (enkel op 12 inch)
- 1983 The shape you're in / Crosscut Saw / Pretty Girl (enkel op 12 inch)
- 1983 Slow down Linda / Crazy Country Hop
- 1985 Edge of Darkness / Shoot out (BBC-single)
- 1985 Forever Man / Too bad / Something's happening (enkel op 12 inch)
- 1985 She's waiting / Jailbait
- 1987 Behind the Mask / Grand Illusion / Wanna make love to you (enkel op 12 inch) / Crossroads / White Room (double pack only)
- 1987 It's In the Way that you use it / Bad Influence / Same old Blues (enkel op 12 inch)
- 1987 Tearing us apart / Hold on / Run (live 15 juli 1986, enkel op 12 inch)
- 1987 Holy Mother / Tangled in Love / Forever Man (12" only) / Behind the Mask (enkel op 12 inch)
- 1989 Bad Love / Before you accuse me / Badge (live 15 juli 1986, enkel op 12 inch) / Let it rain (live 15 juli 1986, enkel op 12 inch) / I shot the Sheriff (live 15 juli 1986, alleen op boxsetsingle)
- 1990 No Alibis / Running on Faith / Behind the Mask (live 15 juli 1986, enkel op 12 inch)
- 1990 Pretending / Hard Times / Knock on Wood (enkel op 12 inch) / Behind the Sun (enkel op cd-single)
- 1992 Tears in Heaven
- 1994 Motherless Child / Driftin' / County Jail / 32-20
- 1996 Change the World / Danny Boy
- 2001 I ain't gonna stand for it / Losing Hand / Johnny Guitar
- 2021 This has gotta stop (Eric Clapton en Van)
- 2021 The Rebels (Eric Clapton en Van)
- 2021 Heart of a child
- 2022 Pompous Fool
- 2023 Moon River/How could we know (Eric Clapton en Jeff Beck)

## Hitlijsten

### Albums
| Album met eventuele hitnotering(en) in de Nederlandse Album Top 100    | Datum van verschijnen | Datum van binnenkomst | Hoogste positie | Aantal weken | Opmerkingen                     |
| ---------------------------------------------------------------------- | --------------------- | --------------------- | --------------- | ------------ | ------------------------------- |
| 461 Ocean Boulevard                                                    | 1974                  | 24 augustus 1974      | 5               | 13           |                                 |
| There's One in Every Crowd                                             | 1975                  | 29 maart 1975         | 13              | 10           |                                 |
| E.C. Was Here                                                          | 1975                  | 13 september 1975     | 16              | 9            | livealbum                       |
| No Reason to Cry                                                       | 1976                  | 4 september 1976      | 14              | 9            |                                 |
| Slowhand                                                               | 1977                  | 19 november 1977      | 22              | 9            |                                 |
| Backless                                                               | 1978                  | 18 november 1978      | 18              | 12           |                                 |
| Just one Night                                                         | 1980                  | 17 mei 1980           | 23              | 9            | livealbum                       |
| Another Ticket                                                         | 1981                  | 21 maart 1981         | 13              | 9            |                                 |
| Money and Cigarettes                                                   | 1983                  | 12 februari 1983      | 14              | 10           |                                 |
| Behind the Sun                                                         | 1985                  | 23 maart 1985         | 2               | 21           |                                 |
| August                                                                 | 1986                  | 6 december 1986       | 30              | 14           |                                 |
| Crossroads                                                             | 1988                  | 7 mei 1988            | 24              | 11           | Verzamelalbum                   |
| The cream of Eric Clapton & Cream                                      | 1988                  | 3 september 1988      | 18              | 12           | met Cream / Verzamelalbum       |
| Time Pieces (Volume 1)                                                 | 1982                  | 10 september 1988     | 25              | 12           | Verzamelalbum                   |
| Journeyman                                                             | 1989                  | 18 november 1989      | 5               | 25           |                                 |
| The Eric Clapton Story 1967-1980                                       | 1991                  | 30 maart 1991         | 9               | 26           | Verzamelalbum                   |
| 24 Nights                                                              | 1991                  | 19 oktober 1991       | 28              | 7            | livealbum                       |
| Rush                                                                   | 1992                  | 25 januari 1992       | 42              | 14           | Soundtrack                      |
| Unplugged                                                              | 1992                  | 5 september 1992      | 1(10wk)         | 130          |                                 |
| From the Cradle                                                        | 1994                  | 24 september 1994     | 6               | 40           |                                 |
| Pilgrim                                                                | 1998                  | 21 maart 1998         | 7               | 21           |                                 |
| Clapton Chronicles - The Best of Eric Clapton                          | 1999                  | 16 oktober 1999       | 17              | 30           | Verzamelalbum                   |
| Riding with the King                                                   | 2000                  | 17 juni 2000          | 6               | 22           | met B.B King                    |
| Reptile                                                                | 2001                  | 17 maart 2001         | 9               | 12           |                                 |
| Me and Mr. Johnson                                                     | 19 maart 2004         | 27 maart 2004         | 12              | 14           |                                 |
| Back Home                                                              | 26 augustus 2005      | 3 september 2005      | 9               | 8            |                                 |
| The Road to Escondido                                                  | 7 november 2006       | 11 november 2006      | 5               | 28           | met J.J. Cale                   |
| Complete Clapton                                                       | 5 oktober 2007        | 13 oktober 2007       | 15              | 15           | Verzamelalbum                   |
| Live from Madison Square Garden                                        | 22 mei 2009           | 23 mei 2009           | 60              | 2            | met Steve Winwood / livealbum   |
| Clapton                                                                | 24 september 2010     | 2 oktober 2010        | 9               | 16           |                                 |
| Play the Blues - Live from Jazz at Lincoln Center                      | 9 september 2011      | 17 september 2011     | 21              | 8            | met Wynton Marsalis / livealbum |
| Old Sock                                                               | 22 maart 2013         | 30 maart 2013         | 7               | 13           |                                 |
| The Breeze - An Appreciation of JJ Cale                                | 25 juli 2014          | 2 augustus 2014       | 1(1wk)          | 35           | Eric Clapton & Friends          |
| Forever Man                                                            | 8 mei 2015            | 16 mei 2015           | 3               | 21           |                                 |
| Slowhand at 70 - Live at the Royal Albert Hall                         | 13 november 2015      | 21 november 2015      | 75              | 1            | livealbum                       |
| I still do                                                             | 20 mei 2016           | 28 mei 2016           | 5               | 8            |                                 |
| Crossroads Revisited - Selections from The Crossroads Guitar Festivals | 1 juli 2016           | 9 juli 2016           | 39              | 1            | Eric Clapton & Guests           |
| Live in San Diego                                                      | 30 september 2016     | 8 oktober 2016        | 36              | 2            | livealbum                       |
| Life in 12 Bars                                                        | 8 juni 2018           | 16 juni 2018          | 87              | 1            | Soundtrack                      |
| The Lady in the Balcony: Lockdown Sessions                             | 2021                  | 20 november 2021      | 10              | 1            |                                 |
| Nothing but the Blues                                                  | 2022                  | 2 juli 2022           | 19              | 1*           |                                 |

| Album met hitnotering(en) in de Vlaamse Ultratop 200 albums                                 | Datum van verschijnen | Datum van binnenkomst | Hoogste positie | Aantal weken | Opmerkingen                     |
| ------------------------------------------------------------------------------------------- | --------------------- | --------------------- | --------------- | ------------ | ------------------------------- |
| From the Cradle                                                                             | 1994                  | 6 mei 1995            | 24              | 4            |                                 |
| Pilgrim                                                                                     | 1998                  | 14 maart 1998         | 9               | 12           |                                 |
| Clapton Chronicles - The Best of Eric Clapton                                               | 1999                  | 23 oktober 1999       | 16              | 17           | Verzamelalbum                   |
| Riding with the King                                                                        | 2000                  | 5 augustus 2000       | 26              | 9            | met B.B King                    |
| Reptile                                                                                     | 2001                  | 17 maart 2001         | 10              | 6            |                                 |
| Me and Mr. Johnson                                                                          | 2004                  | 27 maart 2004         | 12              | 14           |                                 |
| Back Home                                                                                   | 2005                  | 3 september 2005      | 29              | 6            |                                 |
| The Road to Escondido                                                                       | 2006                  | 11 november 2006      | 15              | 17           | met J.J. Cale                   |
| Complete Clapton                                                                            | 2007                  | 20 oktober 2007       | 51              | 16           | Verzamelalbum                   |
| Live from Madison Square Garden                                                             | 2009                  | 30 mei 2009           | 64              | 4            | met Steve Winwood / livealbum   |
| Clapton                                                                                     | 2010                  | 2 oktober 2010        | 16              | 8            |                                 |
| Play the Blues - Live from Jazz at Lincoln Center                                           | 2011                  | 24 september 2011     | 31              | 6            | met Wynton Marsalis / livealbum |
| Slowhand                                                                                    | 2012                  | 22 december 2012      | 130             | 5            |                                 |
| Old Sock                                                                                    | 2013                  | 30 maart 2013         | 16              | 14           |                                 |
| Unplugged                                                                                   | 2013                  | 26 oktober 2013       | 107             | 9            |                                 |
| Crossroads Guitar Festival 2013 - Recorded live, Madison Square Garden, april, 12 & 13 2013 | 2013                  | 23 november 2013      | 101             | 5            | livealbum                       |
| Give me strength - the '74/'75 Recordings                                                   | 2014                  | 25 januari 2014       | 174             | 1            |                                 |
| The Breeze - An Appreciation of JJ Cale                                                     | 2014                  | 2 augustus 2014       | 7               | 38           | Eric Clapton & Friends          |
| Forever Man                                                                                 | 2015                  | 16 mei 2015           | 21              | 40           |                                 |
| I still do                                                                                  | 2016                  | 28 mei 2016           | 10              | 21           |                                 |
| Crossroads Revisited - Selections from The Crossroads Guitar Festivals                      | 2016                  | 9 juli 2016           | 31              | 13           | Eric Clapton & Guests           |
| Live in San Diego                                                                           | 2016                  | 8 oktober 2016        | 25              | 12           | livealbum                       |
| On Tour 2017                                                                                | 2017                  | 24 juni 2017          | 150             | 1            | met Delaney & Bonnie & friends  |
| Life in 12 Bars                                                                             | 2018                  | 16 juni 2018          | 98              | 5            | Soundtrack                      |
| Happy Xmas                                                                                  | 2018                  | 20 oktober 2018       | 64              | 7            |                                 |
| Eric Clapton's Crossroads - Guitar Festival 2019                                            | 2020                  | 28 november 2020      | 167             | 1            |                                 |
| Eric Clapton                                                                                | 2021                  | 28 augustus 2021      | 196             | 1            |                                 |
| The Lady in the Balcony: Lockdown Sessions                                                  | 2021                  | 22                    | 1               |              |                                 |

### Singles
| Single met eventuele hitnotering(en) in de Nederlandse Top 40 | Datum van verschijnen | Datum van binnenkomst | Hoogste positie | Aantal weken | Opmerkingen                                                         |
| ------------------------------------------------------------- | --------------------- | --------------------- | --------------- | ------------ | ------------------------------------------------------------------- |
| After Midnight                                                | 1970                  | 21 november 1970      | 25              | 6            | #19 in de Hilversum 3 Top 30                                        |
| I Shot the Sheriff                                            | 1974                  | 31 augustus 1974      | 5               | 9            | #5 in de Nationale Hitparade                                        |
| Willie and the hand jive                                      | 1974                  | 30 november 1974      | 31              | 3            | #28 in de Nationale Hitparade                                       |
| Swing low sweet Chariot                                       | 1975                  | 7 juni 1975           | 21              | 5            | #26 in de Nationale Hitparade                                       |
| Knockin' on Heaven's Door                                     | 1975                  | 20 september 1975     | 31              | 2            |                                                                     |
| Carnival                                                      | 1977                  | 5 maart 1977          | tip20           | -            |                                                                     |
| Cocaine                                                       | 1977                  | 26 november 1977      | tip14           | -            |                                                                     |
| Promises                                                      | 1978                  | 18 november 1978      | tip3            | -            | #40 in de Nationale Hitparade                                       |
| Forever Man                                                   | 1985                  | 23 maart 1985         | 15              | 8            | #15 in de Nationale Hitparade/ Veronica Alarmschijf Radio 3         |
| Tearing us apart                                              | 1987                  | 22 augustus 1987      | 29              | 4            | met Tina Turner / #30 in de Nationale Hitparade Top 100             |
| Wonderful Tonight                                             | 1988                  | 20 augustus 1988      | 3               | 12           | #2 in de Nationale Hitparade Top 100 / Veronica Alarmschijf Radio 3 |
| Knockin' on Heaven's Door                                     | 1989                  | 21 oktober 1989       | 7               | 10           | met Randy Crawford & David Sanborn / #12 in de Nationale Top 100    |
| Pretending                                                    | 1989                  | 9 december 1989       | 24              | 4            | #29 in de Nationale Top 100                                         |
| Bad Love                                                      | 1990                  | -                     |                 |              | #83 in de Nationale Top 100                                         |
| Wonderful World                                               | 1991                  | 17 augustus 1991      | tip12           | -            | met Zucchero / #42 in de Nationale Top 100                          |
| Tears in Heaven                                               | 1992                  | 7 maart 1992          | 17              | 8            | #13 in de Nationale Top 100                                         |
| It's probably me                                              | 1992                  | 25 juli 1992          | 6               | 10           | met Sting / #7 in de Nationale Top 100                              |
| Runaway Train                                                 | 1992                  | 29 augustus 1992      | 37              | 3            | met Elton John / #28 in de Nationale Top 100                        |
| Layla (live)                                                  | 1992                  | 10 oktober 1992       | 4               | 11           | #8 in de Nationale Top 100 / TROS Paradeplaat Radio 3               |
| Tears in Heaven (live)                                        | 1993                  | 17 april 1993         | 31              | 2            | #42 in de Mega Top 50                                               |
| Love can build a Bridge                                       | 1995                  | 15 april 1995         | tip4            | -            | met Cher, Neneh Cherry & Chrissie Hynde / #41 in de Mega Top 50     |
| Change the World                                              | 1996                  | 3 augustus 1996       | 39              | 2            | #24 in de Mega Top 100                                              |
| My Father's Eyes                                              | 1998                  | 21 februari 1998      | tip20           | -            | #72 in de Mega Top 100                                              |
| Circus                                                        | 1998                  | -                     |                 |              | #92 in de Mega Top 100                                              |

| Single met hitnotering(en) in de Vlaamse Ultratop 50 | Datum van verschijnen | Datum van binnenkomst | Hoogste positie | Aantal weken | Opmerkingen                             |
| ---------------------------------------------------- | --------------------- | --------------------- | --------------- | ------------ | --------------------------------------- |
| I shot the Sheriff                                   | 1974                  | 14 september 1974     | 7               | 9            | #2 in de Radio 2 Top 30                 |
| Forever Man                                          | 1985                  | 6 april 1985          | 22              | 6            | #18 in de Radio 2 Top 30                |
| Tearing us apart                                     | 1987                  | 8 augustus 1987       | 34              | 3            | met Tina Turner                         |
| Wonderful tonight                                    | 1988                  | 3 september 1988      | 5               | 19           |                                         |
| Knockin' on Heaven's Door                            | 1989                  | 4 november 1989       | 15              | 8            | met Randy Crawford & David Sanborn      |
| Wonderful World                                      | 1991                  | 17 augustus 1991      | 23              | 9            | met Zucchero / #21 in de Radio 2 Top 30 |
| Tears in Heaven                                      | 1992                  | 28 maart 1992         | 16              | 10           | #10 in de Radio 2 Top 30                |
| It's probably me                                     | 1992                  | 8 augustus 1992       | 11              | 13           | met Sting / #12 in de Radio 2 Top 30    |
| Runaway Train                                        | 1992                  | 5 september 1992      | 17              | 3            | met Elton John                          |
| Layla (live)                                         | 1992                  | 24 oktober 1992       | 19              | 9            | #22 in de Radio 2 Top 30                |
| Change the World                                     | 1996                  | 12 oktober 1996       | tip9            | -            |                                         |
| Forever Man                                          | 2000                  | 18 november 2000      | tip14           | -            | met Beatchuggers                        |
| Looking at the Rain                                  | 2013                  | 19 januari 2013       | tip76           | -            |                                         |
| Gotta get over                                       | 2013                  | 4 mei 2013            | tip74           | -            | met Chaka Khan                          |
| They call me the Breeze                              | 2014                  | 2 augustus 2014       | tip52           | -            |                                         |
| Don't wait                                           | 2014                  | 23 augustus 2014      | tip81           | -            | met John Mayer                          |
| Can't let you do it                                  | 2016                  | 30 april 2016         | tip             | -            |                                         |
| White Xmas                                           | 2018                  | 15 december 2018      | tip             | -            |                                         |

### NPO Radio 2 Top 2000
| Nummers met noteringen in de NPO Radio 2 Top 2000 | '99  | '00  | '01  | '02  | '03  | '04  | '05  | '06  | '07  | '08  | '09  | '10  | '11  | '12  | '13  | '14  | '15  | '16  | '17  | '18  | '19  | '20  | '21  | '22  | '23  | '24  |
| ------------------------------------------------- | ---- | ---- | ---- | ---- | ---- | ---- | ---- | ---- | ---- | ---- | ---- | ---- | ---- | ---- | ---- | ---- | ---- | ---- | ---- | ---- | ---- | ---- | ---- | ---- | ---- | ---- |
| After Midnight                                    | -    | -    | -    | -    | 938  | 1497 | 1708 | 1272 | 1631 | 1485 | 1473 | 1308 | 1644 | 1034 | 1509 | 1641 | -    | -    | -    | -    | -    | -    | -    | -    | -    | -    |
| Cocaine                                           | -    | -    | -    | -    | -    | -    | -    | -    | -    | -    | -    | -    | -    | -    | -    | -    | -    | -    | -    | 954  | 1104 | 1226 | 1284 | 1494 | 1712 | 1652 |
| Forever Man                                       | 1066 | 1209 | 939  | 1281 | 1292 | 1371 | 1566 | 1665 | 1602 | 1503 | 1453 | 1373 | 1486 | 1313 | 1170 | 1494 | 1408 | 1629 | 1638 | 1557 | 1618 | 1883 | 1778 | 1929 | -    | -    |
| I Shot the Sheriff                                | 1192 | 1327 | 1664 | 1496 | 1869 | 1434 | 1899 | 1819 | 1676 | 1679 | -    | 1836 | 1864 | -    | 1898 | -    | -    | -    | -    | -    | -    | -    | -    | -    | -    | -    |
| Knockin' on Heaven's Door                         | -    | -    | -    | -    | -    | -    | -    | -    | -    | -    | -    | -    | -    | -    | -    | -    | -    | -    | -    | -    | -    | 1918 | -    | -    | -    | -    |
| Layla                                             | -    | 184  | 149  | 188  | 175  | 187  | 199  | 211  | 274  | 200  | 194  | 217  | 186  | 262  | 198  | 244  | 259  | 281  | 289  | 262  | 340  | 366  | 404  | 461  | 521  | 563  |
| Let It Grow                                       | 897  | 959  | 592  | 784  | 793  | 822  | 845  | 834  | 935  | 813  | 1076 | 1038 | 1270 | 1256 | 1309 | 1334 | 1613 | -    | -    | -    | -    | -    | -    | -    | -    | -    |
| Tears in Heaven                                   | 21   | 31   | 35   | 34   | 43   | 40   | 41   | 44   | 46   | 36   | 60   | 50   | 44   | 77   | 65   | 73   | 83   | 83   | 75   | 78   | 91   | 103  | 90   | 122  | 135  | 166  |
| Wonderful Tonight                                 | 91   | 214  | 116  | 156  | 180  | 150  | 124  | 153  | 191  | 146  | 251  | 239  | 274  | 349  | 321  | 325  | 361  | 392  | 383  | 455  | 461  | 497  | 458  | 581  | 637  | 631  |

1. ↑  Een '-' betekent dat het nummer niet was genoteerd en een vetgedrukt getal geeft de hoogste notering van een nummer aan.

### Dvd's
| Dvd's met hitnoteringen in de Nederlandse DVD Music Top 30               | Datum van verschijnen | Datum van binnenkomst | Hoogste positie | Aantal weken | Opmerkingen         |
| ------------------------------------------------------------------------ | --------------------- | --------------------- | --------------- | ------------ | ------------------- |
| Live in Hyde Park                                                        | 2002                  | 4 mei 2002            | 9               | 1            |                     |
| Live at Montreux 1986                                                    | 2006                  | 4 oktober 2006        | 26              | 1            |                     |
| Crossroads - Guitar festival 2007 - Recorded live July 28, 2007, Chicago | 2007                  | 8 december 2007       | 15              | 13           |                     |
| Live from Madison Square Garden                                          | 2009                  | 23 mei 2009           | 6               | 34           | met Steve Winwood   |
| Crossroads Guitar Festival                                               | 2010                  | 13 november 2010      | 3               | 35           |                     |
| Pay the Blues - Live from Jazz at Lincoln center                         | 2011                  | 24 september 2011     | 28              | 2            | met Wynton Marsalis |
| Crossroads Guitar Festival 2013                                          | 2013                  | 23 november 2013      | 1(1wk)          | 96           |                     |
| Planes, Trains and Eric - The Music, the Stories, the People             | 2014                  | 8 november 2014       | 3               | 32           |                     |
| Slowhand at 70 - Live at the Royal Albert Hall                           | 2015                  | 21 november 2015      | 2               | 84           |                     |
| Live in San Diego                                                        | 2017                  | 18 maart 2017         | 1(1wk)          | 25           |                     |

## Prijzen
Gedurende zijn carrière kreeg Clapton inmiddels zeventien Grammy's in totaal. Hij is tevens de enige artiest die drie vermeldingen heeft in de Rock and Roll Hall of Fame: als lid van de Yardbirds, als lid van Cream en als soloartiest.

### Grammy's
- 1972 Album Of The Year voor “The Concert For Bangladesh” (1972). George Harrison, Ravi Shankar, Eric Clapton, Bob Dylan, Leon Russell, Ringo Starr, Billy Preston en Klaus Voormann deelden de prijs als performers en George Harrison en Phil Spector als producers.
- 1987 Best Performance Music Video voor “The Prince’s Trust All Star Rock Concert”, samen met alle andere performers in de video.
- 1991 Best Male Rock Vocal voor “Bad Love”.
- 1992 Best Rock Song voor “Layla”. Toegekend aan Clapton en Jim Gordon.
- 1992 Best Male Pop Vocal Performance voor “Tears In Heaven”.
- 1992 Best Male Rock Vocal Performance voor “Unplugged”.
- 1992 Song Of The Year voor “Tears In Heaven”. Toegekend aan Clapton en Will Jennings.
- 1992 Album Of The Year voor “Unplugged”. Toegekend aan Clapton en Russ Titelman, producer.
- 1992 Record Of The Year voor “Tears In Heaven”. Toegekend aan Clapton en Russ Titelman, producer.
- 1994 Best Traditional Blues Album – of – Best Traditional Blues Recording voor het album “From The Cradle”.
- 1996 Best Male Pop Vocal voor “Change The World”.
- 1996 Record Of The Year voor “Change The World”. Toegekend aan Clapton en Babyface, producer.
- 1996 Best Rock Instrumental Performance voor “SRV Shuffle” uit het album, “A Tribute To Stevie Ray Vaughan”. Gedeeld met Jimmie Vaughan, Bonnie Raitt, Robert Cray, B.B. King, Buddy Guy, Dr. John en Art Neville.
- 1998 Best Male Pop Vocal Performance voor “My Father’s Eyes”.
- 2000 Best Rock Instrumental Performance voor “The Calling” (2000). Toegekend aan Clapton en Santana (Carlos Santana, Rodney Holmes, Tony Lindsay, Karl Perazzo, Raul Rekow, Benny Rietveld, Chester Thompson).
- 2000 Best Traditional Blues Album – of – Best Traditional Blues Recording voor het album “Riding With The King”. Toegekend aan Clapton, B.B. King en Simon Climie, producer.
- 2001 Best Pop Instrumental Performance voor “Reptile”

### Andere prijzen
- 1983 Silver Clef Award for Outstanding Achievement In The World Of British Music.
- 1987 Lifetime Achievement Award verleend door het British Phonographic Institute in de Royal Albert Hall op 9 februari 1987.
- 1987 British Academy of Film and Television Arts Award voor de soundtrack van “Edge Of Darkness”.
- 1988 De Britse Prins Charles overhandigde Clapton een zilveren model van een Fender Stratocaster om zijn 25 jaar in de muziekindustrie te vieren.
- 1989 Best Guitarist Award op de eerste Elvis Awards (ook International Rock Awards).
- 1990 Living Legend Award op de Elvis Awards (ook International Rock Awards).
- 1990 Top Album Rock Artist – 1990 Billboard Music Award
- 1991 Krijgt een sleutel voor een box van de Royal Albert Hall.
- 1992 Best Video Award for “Tears In Heaven” op de MTV Awards.
- 1995 W.C. Handy Award For Blues op de 16de jaarlijkse ceremonie.
- 1999 American Music Award voor favoriete mannelijke artiest
- 1999 GQ Man Of The Year Award for Music: Solo Artist.
- 1999 Gevierd door BMI (Broadcast Music Inc.), de Amerikaanse artiestenorganisatie die de nummers die het meest gespeeld worden op de radio en de televisie in de Verenigde Staten belonen. Claptons nummer “My Father’s Eyes” won de Robert Musel Award voor de meest gespeelde song van het jaar. “Layla” won een prijs omdat het nummer vier miljoen maal gespeeld werd (dit is gelijk aan 23 jaar onafgebroken gespeeld worden!) “Wonderful Tonight” kreeg een prijs omdat het twee miljoen maal gespeeld werd en ontving ook een “Pop Award”. Ook de soundtrack van “Lethal Weapon 4” werd beloond.
- 1999 Stevie Ray Vaughan Award van de Music Assistance Program. Deze prijs is een erkenning voor musici die zich verdienstelijk maken voor de gemeenschap. Clapton kreeg deze prijs voor zijn onafgebroken inzet voor de oprichting van het Crossroads Centre Antigua.